# Lista finałów mistrzostw świata w piłce nożnej
Mistrzostwa świata w piłce nożnej – międzynarodowy turniej piłkarski, który rozgrywany jest od 1930 roku. W tych rozgrywkach rywalizują narodowe reprezentacje mężczyzn, będące członkami Fédération Internationale de Football Association (FIFA), globalnej organizacji zarządzającej tym sportem. Turniej organizowany jest co cztery lata, oprócz 1942 i 1946 roku, kiedy rywalizację anulowano w związku z II wojną światową. Ostatnie mistrzostwa, które rozgrywane były na boiskach w Katarze w 2022 roku, wygrała Argentyna, która pokonała Francję (3–3, 4–2 w rzutach karnych).
Finał mistrzostw świata jest ostatnim meczem turnieju, a reprezentacja, która wygrywa ogłaszana jest mistrzem świata. Jeśli po 90 minutach regularnego czasu gry wynik jest nierozstrzygający, mecz zostaje przedłużony o 30 (2×15) minut. W wypadku, gdy wynik po zakończeniu dogrywki nadal jest remisowy, dyktowane są rzuty karne. Drużyna zwyciężająca w serii rzutów karnych zostaje mistrzem świata. Dotychczas wynik turnieju rozstrzygał pojedynczy mecz, natomiast raz, w roku 1950, mistrz świata wyłoniony został z grupy finałowej (obejmującej cztery drużyny: Urugwaj, Brazylię, Szwecję i Hiszpanię) w systemie kołowym. Zwycięstwo Urugwaju 2–1 nad Brazylią było meczem decydującym o mistrzostwie (był jednym z dwóch ostatnich meczów turnieju). Drużyna zakończyła zmagania w grupie na 1. miejscu, a o tryumfie tej fazy – i całego turnieju – przesądziła przewaga w liczbie zdobytych punktów. Ten mecz uznawany jest przez organizację FIFA jako de facto finał mistrzostw świata w 1950 roku.

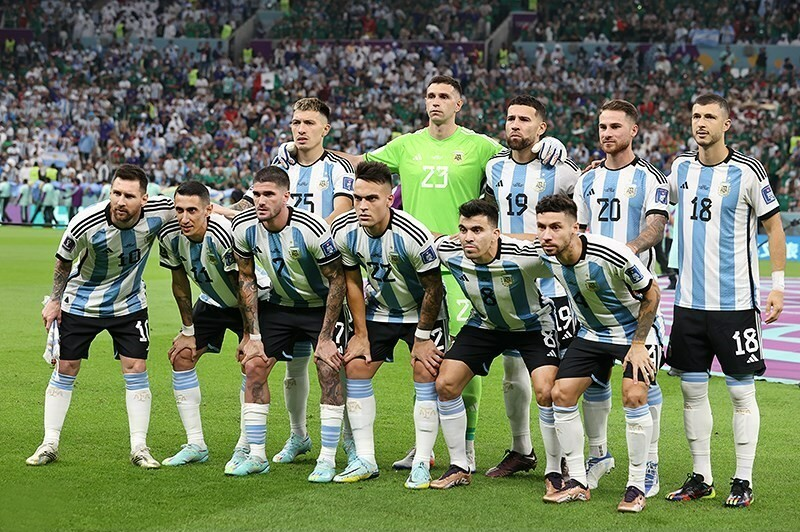
Reprezentacja Argentyny (wyjściowa jedenastka przed meczem fazy grupowej z Meksykiem), która zwyciężyła z reprezentacją Francji w finale mistrzostw świata w 2022.

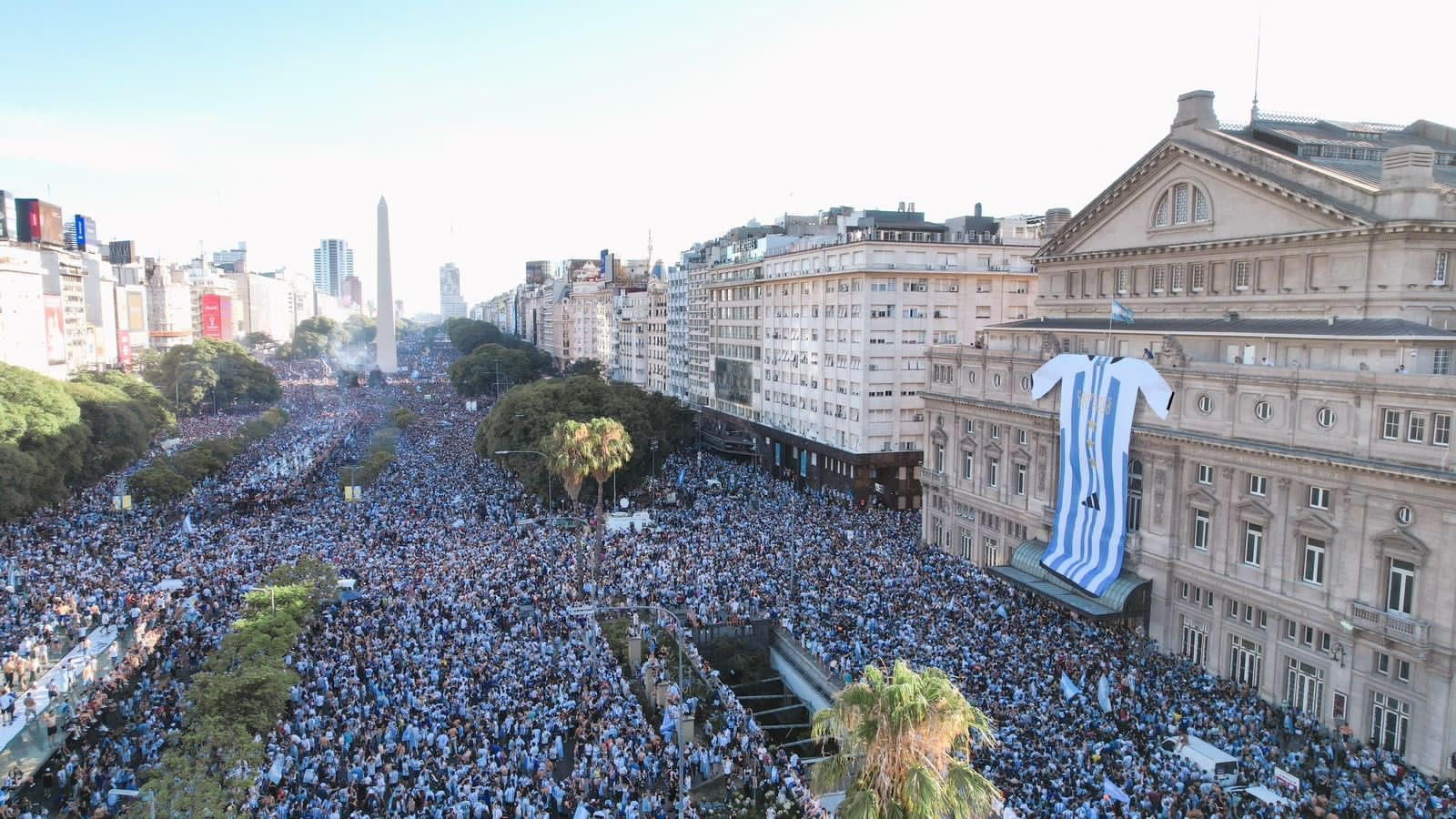
Tłum argentyńskich kibiców świętujący na ulicach Buenos Aires zdobycie przez ich drużynę tytułu mistrzów świata w 2022.

W 22 rozegranych turniejach (stan na 2022) 80 drużyn narodowych wystąpiło przynajmniej raz. Spośród nich 13 dotarło do finału tych rozgrywek, a 8 wygrało. Brazylia, będąc 5-krotnym triumfatorem mistrzostw świata (1958, 1962, 1970, 1994, 2002), jest najbardziej skuteczną drużyną tego turnieju, a także jedyną reprezentacją, która uczestniczyła we wszystkich edycjach mistrzostw. Po cztery tytuły w dorobku mają Włochy (1934, 1938, 1982, 2006) i Niemcy (1954, 1974, 1990, 2014). Argentyna jest trzykrotnym triumfatorem mistrzostw świata (1978, 1986, 2022). Dwie inne drużyny zdobyły Puchar Świata dwukrotnie: Urugwaj (1930, 1950) i Francja (1998, 2018). Drużyny Anglii (1966) oraz Hiszpanii (2010) wywalczyły po jednym mistrzostwie. Niemcy swój czwarty tytuł (a pierwszy po zjednoczeniu) zdobyły w 2014 roku. Ten tytuł sprawił, że Niemcy zostały pierwszą drużyną z Europy, która wygrała w Ameryce Południowej. Reprezentacja narodowa, która wygrywa turniej otrzymuje Puchar Świata FIFA, a nazwa państwa jest grawerowana na spodniej części trofeum.
Finały mistrzostw świata w 1970 i 1994 (Brazylia–Włochy) oraz 1986, 1990 i 2014 (Argentyna–Niemcy) to jedyne mecze finałowe, w których spotykały się reprezentacje tych samych państw. Dotychczas (stan na 2022) tylko dwukrotnie w meczu finałowym mistrzostw świata zwyciężyli turniejowi debiutanci – Urugwaj w 1930 i Włochy w 1934 roku.
Jedyne finały, które nie zostały rozegrane w niedzielę odbyły się w 1930 (środa) i 1966 roku (sobota).
Dotychczas (stan na 2022) jedynie reprezentacje państw europejskich i południowoamerykańskich dotarły do finałów mistrzostw świata.

## Lista finałów
| Rok   | Zwycięzca | Wynik końcowy | 2. m-ce        | Stadion                        | Miasto                                 | Liczba kibiców | Źr.           |
| ----- | --------- | ------------- | -------------- | ------------------------------ | -------------------------------------- | -------------- | ------------- |
| 1930  | Urugwaj   | 4–2           | Argentyna      | Estadio Centenario             | Montevideo, Urugwaj                    | 80 000         | [ 27 ] [ 28 ] |
| 1934  | Włochy    | 2–1           | Czechosłowacja | Stadio Nazionale               | Rzym, Włochy                           | 50 000         | [ 29 ] [ 30 ] |
| 1938  | Włochy    | 4–2           | Węgry          | Stade olympique Yves-du-Manoir | Paryż, Francja                         | 45 000         | [ 31 ] [ 32 ] |
| 1950* | Urugwaj   | 2–1           | Brazylia       | Maracanã                       | Rio de Janeiro, Brazylia               | 199 854        | [ 34 ] [ 35 ] |
| 1954  | RFN       | 3–2           | Węgry          | Wankdorfstadion                | Berno, Szwajcaria                      | 60 000         | [ 36 ] [ 37 ] |
| 1958  | Brazylia  | 5–2           | Szwecja        | Råsundastadion                 | Solna, Szwecja                         | 51 800         | [ 38 ] [ 39 ] |
| 1962  | Brazylia  | 3–1           | Czechosłowacja | Estadio Nacional               | Santiago, Chile                        | 69 000         | [ 40 ] [ 41 ] |
| 1966  | Anglia    | 4–2           | RFN            | Stadion Wembley                | Londyn, Wielka Brytania                | 93 000         | [ 42 ] [ 43 ] |
| 1970  | Brazylia  | 4–1           | Włochy         | Estadio Azteca                 | Meksyk, Meksyk                         | 107 412        | [ 44 ] [ 45 ] |
| 1974  | RFN       | 2–1           | Holandia       | Olympiastadion München         | Monachium, Republika Federalna Niemiec | 75 200         | [ 46 ] [ 47 ] |
| 1978  | Argentyna | 3–1           | Holandia       | Estadio Monumental             | Buenos Aires, Argentyna                | 71 483         | [ 48 ] [ 49 ] |
| 1982  | Włochy    | 3–1           | RFN            | Santiago Bernabéu              | Madryt, Hiszpania                      | 90 000         | [ 50 ] [ 51 ] |
| 1986  | Argentyna | 3–2           | RFN            | Estadio Azteca                 | Meksyk, Meksyk                         | 114 600        | [ 52 ] [ 53 ] |
| 1990  | RFN       | 1–0           | Argentyna      | Stadio Olimpico                | Rzym, Włochy                           | 73 603         | [ 54 ] [ 55 ] |
| 1994  | Brazylia  | 0–0           | Włochy         | Rose Bowl                      | Pasadena, Stany Zjednoczone            | 94 194         | [ 56 ] [ 57 ] |
| 1998  | Francja   | 3–0           | Brazylia       | Stade de France                | Saint-Denis, Francja                   | 80 000         | [ 58 ] [ 59 ] |
| 2002  | Brazylia  | 2–0           | Niemcy         | Stadion Nissan                 | Jokohama, Japonia                      | 69 029         | [ 60 ] [ 61 ] |
| 2006  | Włochy    | 1–1           | Francja        | Olympiastadion                 | Berlin, Niemcy                         | 69 000         | [ 62 ] [ 63 ] |
| 2010  | Hiszpania | 1–0           | Holandia       | FNB Stadium                    | Johannesburg, Południowa Afryka        | 84 490         | [ 64 ] [ 65 ] |
| 2014  | Niemcy    | 1–0           | Argentyna      | Maracanã                       | Rio de Janeiro, Brazylia               | 74 738         | [ 66 ] [ 67 ] |
| 2018  | Francja   | 4–2           | Chorwacja      | Stadion Łużniki                | Moskwa, Rosja                          | 78 011         | [ 68 ]        |
| 2022  | Argentyna | 3–3           | Francja        | Lusail Stadium                 | Lusajl, Katar                          | 88 966         | [ 69 ] [ 70 ] |

|  | Mecz wygrany po dogrywce.        |
|  | Mecz wygrany po rzutach karnych. |

* Na MŚ w 1950 nie było finału, zwycięzca turnieju został wyłoniony po rozegraniu meczów w grupie w systemie kołowym. Ostatni mecz fazy pomiędzy Brazylią a Urugwajem zadecydował o 1. i 2. miejscu.

## Zestawienie finalistów

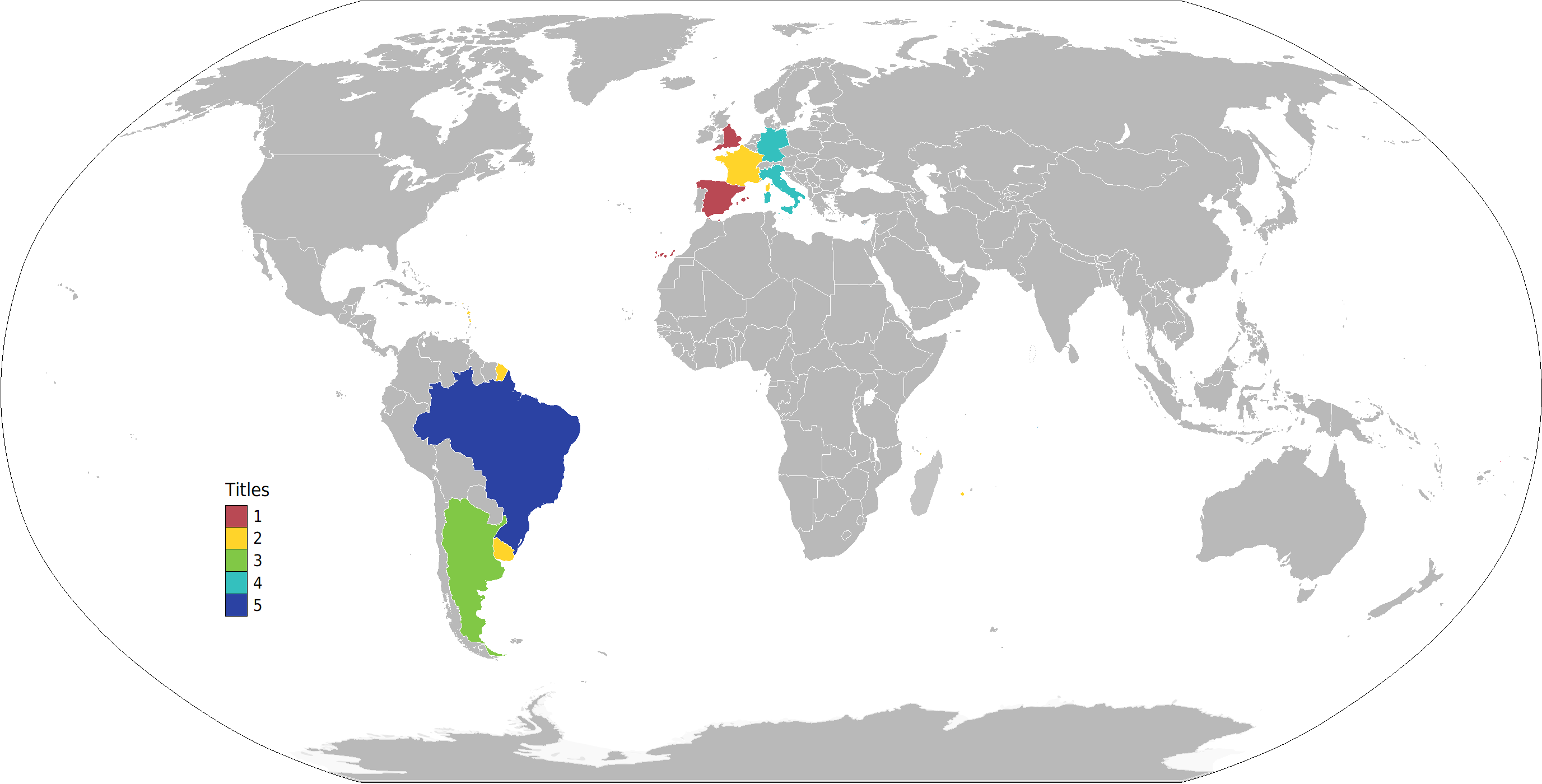
Triumfatorzy mistrzostw świata.

| Konfederacja | Występy | Wygrane | 2. miejsca |
| ------------ | ------- | ------- | ---------- |
| UEFA         | 28      | 12      | 16         |
| CONMEBOL     | 14      | 9       | 5          |

| Drużyna narodowa | Zwycięstwa | 2. miejsca | Podsum. finałów | Lata wygranych MŚ            | Lata zdobytych 2. m-c  |
| ---------------- | ---------- | ---------- | --------------- | ---------------------------- | ---------------------- |
| Brazylia         | 5          | 2          | 7               | 1958, 1962, 1970, 1994, 2002 | 1950, 1998             |
| Niemcy           | 4          | 4          | 8               | 1954, 1974, 1990, 2014       | 1966, 1982, 1986, 2002 |
| Włochy           | 4          | 2          | 6               | 1934, 1938, 1982, 2006       | 1970, 1994             |
| Argentyna        | 3          | 3          | 6               | 1978, 1986, 2022             | 1930, 1990, 2014       |
| Francja          | 2          | 2          | 4               | 1998, 2018                   | 2006, 2022             |
| Urugwaj          | 2          | 0          | 2               | 1930, 1950                   | –                      |
| Anglia           | 1          | 0          | 1               | 1966                         | –                      |
| Hiszpania        | 1          | 0          | 1               | 2010                         | –                      |
| Holandia         | 0          | 3          | 3               | –                            | 1974, 1978, 2010       |
| Czechosłowacja   | 0          | 2          | 2               | –                            | 1934, 1962             |
| Węgry            | 0          | 2          | 2               | –                            | 1938, 1954             |
| Szwecja          | 0          | 1          | 1               | –                            | 1958                   |
| Chorwacja        | 0          | 1          | 1               | –                            | 2018                   |